# Silvia Navarro (handebolista)
Silvia Navarro Giménez (Valencia, 20 de março de 1979) é uma handebolista profissional espanhola, medalhista olímpica.
Fez parte do elenco medalhista de bronze, em Londres 2012, atuando como goleira.